# Xavier Gosé
Francisco Javier Gosé i Ribera dit Xavier Gosé, né le 2 juillet 1876 à Alcalá de Henares et mort le 16 mars 1915  à Lleida, est un artiste peintre, dessinateur, graveur et caricaturiste espagnol, l'une des grandes figures du modernisme.

## Biographie
Issu d'une famille d'agriculteurs catalans installée dans la banlieue nord de Madrid, Xavier retourne vivre avec eux à Barcelone à l'âge de quatre ans. En 1894-1895, il est inscrit en tant qu'élève à l'école de la Llotja et a comme professeur de dessin José Luis Pellicer. Débutent alors ses contributions à des périodiques illustrés tels que L'Esquella de la Torratxa (en), Barcelona Còmica, La Saeta, Il lustració Llevantina ou encore Hispania (en). Il est un familier du fameux cabaret barcelonais Els Quatre Gats, sorte de pendant au Chat noir parisien, un lieu très actif, plaque tournante du modernisme catalan où l'on croise déjà le jeune Picasso. Gosé y expose ses dessins en 1899 et publie dans la revue du cabaret, Revista 4 gats. Le peintre Ramon Casas a fait de lui un portrait dessiné en pied.
1900 est l'année du départ pour Paris où se tient l'exposition universelle. Là, il est l'un des plus prolifiques contributeurs à deux hebdomadaires satiriques, Le Rire et L'Assiette au beurre, qui s'accordent avec ses sympathies à la fois républicaines et anarchistes. Gosé (qui signe « J. Gosé » ou « Gosé ») publie également des dessins dans Cocorico, Le Témoin, Sans-Gêne, La Vie parisienne et la Gazette du Bon Ton pour laquelle il confectionne des encres retouchées à l’aquarelle d'une grande délicatesse — par ailleurs, ses dessins et peintures de femmes en tenues de soirée sont désormais reconnues comme l'un des témoignages les plus aboutis sur la mode et l'élégance à la Belle Époque.
Il n'en oublie pas pour autant ses camarades journalistes catalans auxquels il envoie régulièrement des dessins (entre autres à Pèl & Ploma et Catalunya Artística). Il entre aussi en contact avec les magazines allemands Simplicissimus et Jugend, ce dernier étant l'un des fleurons de la nouvelle presse imprégnée de style art nouveau.
En 1903, la Sala Parés, la principale galerie ouverte à l'art moderne de Barcelone, lui offre une exposition. En 1909, il expose à Madrid. En 1911, c'est la galerie Delmau qui lui ouvre ses portes à Barcelone puis, celle de Georges Petit, la même année, à Paris. Il fait parvenir ses peintures au Mexique (pour le centenaire en 1910) et à Buenos Aires (1913). En 1912, il est au centre de l'exposition de ce qui préfigure le fonds du Museu d'Art Jaume Morera (en).
Quand éclate la Première Guerre mondiale, Gosé retourne vivre à Barcelone, l'Espagne étant neutre et la vie à Paris devenant difficile.
Il meurt des suites de la tuberculose à l'âge de 38 ans.
Depuis 1999, Xavier Gosé est au centre de nombreuses rétrospectives en Espagne dont en Catalogne, où se tient la célébration du centenaire de sa mort.

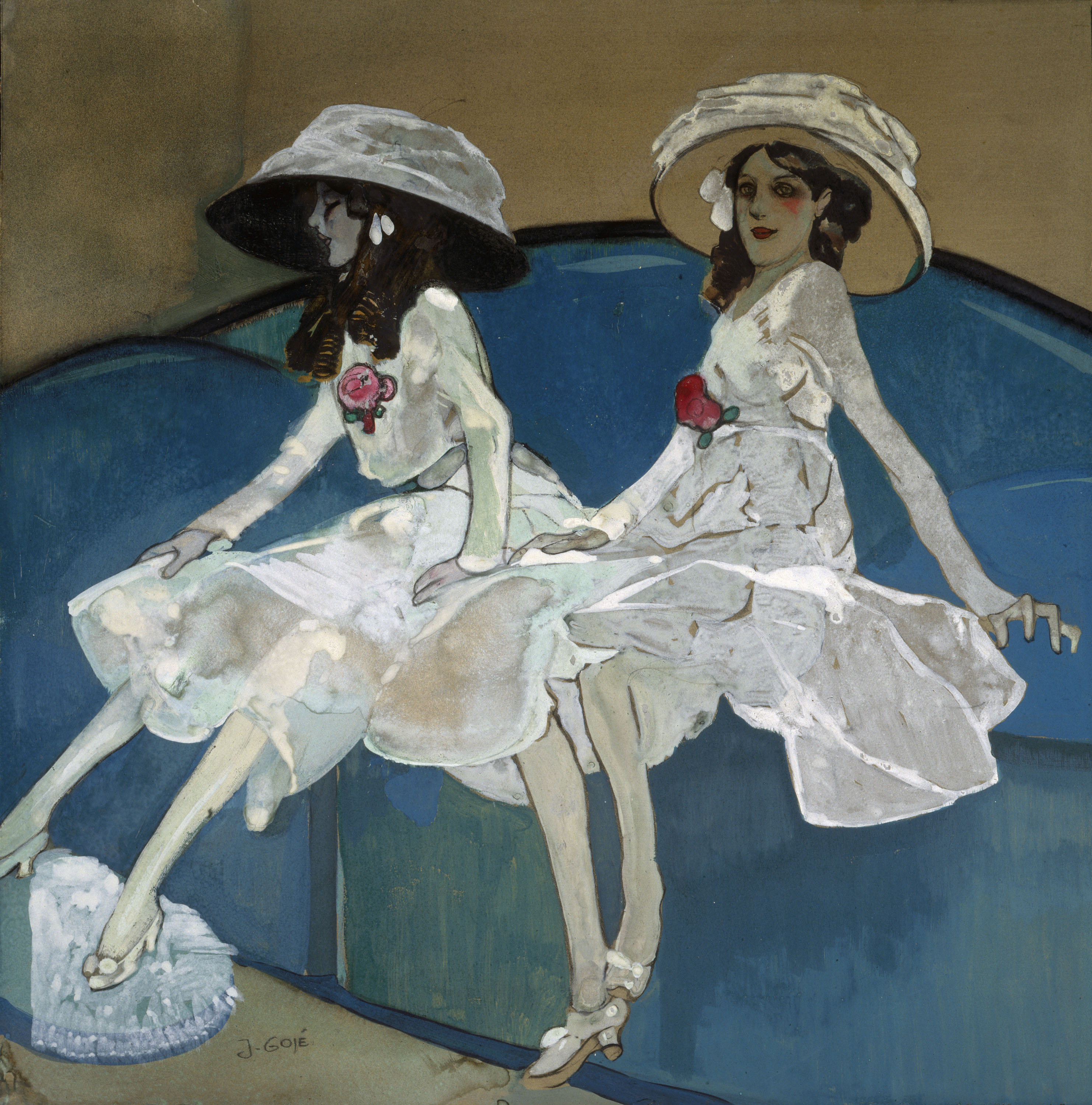
Les Deux Sœurs (Les dues germanes), tableau exécuté vers 1910 (MNAC).
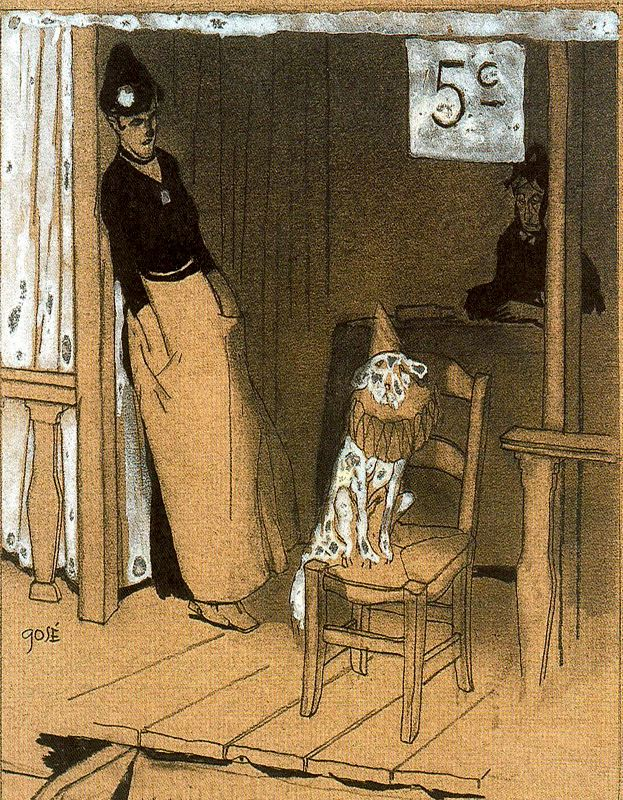
La barraca triste, dessin à la plume rehaussé à la gouache, dans l'esprit de ses illustrations publiées dans la presse politique.
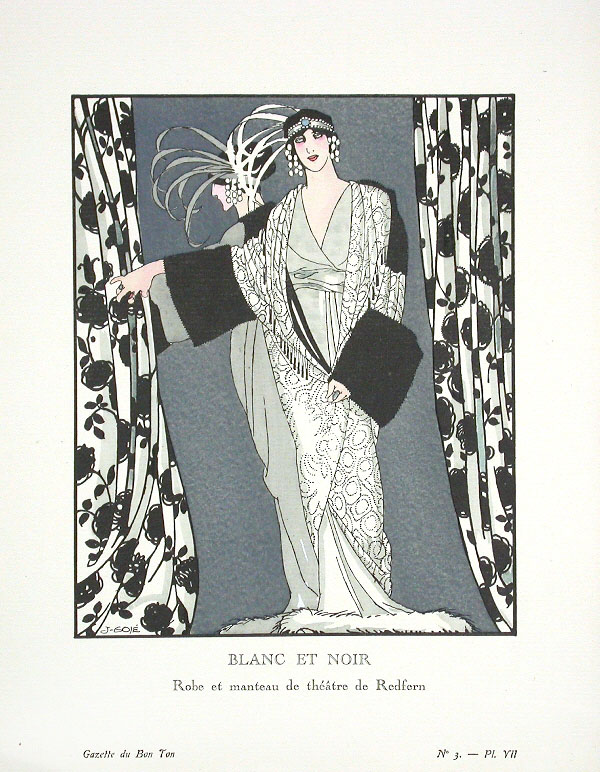
« Blanc et Noir », illustration de la Gazette du Bon Ton pour une création de Redfern (1912-1913).